# 호프만티티
호프만티티(Callicebus hoffmannsi)는 신세계원숭이에 속하는 티티원숭이의 일종이다. 브라질에서 발견된다.

## 생태
주행성 동물이고 나무 위에서 주로 생활하는 수상성 동물이다. 부모와 새끼로 이루어진 무리를 지어 생활한다. 각 무리는 자신의 영역을 가지고 있고 자유로운 지역이 되는 경계 지역이 겹칠 수 있고 침입자가 생기면 맹렬하게 방어한다. 다른 모든 티티처럼 과식성 동물이지만 곤충과 알, 작은 포유류와 작은 새, 병아리 등과 같은 척추동물과 같은 동물성 먹이를 싫어하지는 않는다. 암컷은 일년에 한 번만 새끼를 낳는다. 한 번에 한 마리를 낳고 스스로 움직이고 먹이를 구할 수 있을 때까지 수컷이 돌본다. 약 3살이 되면 새끼는 성적으로 성숙해지고 이 기간에 자신이 속했던 무리를 떠나는 경향이 있다.

## 분포 및 서식지
브라질의 토착종이다. 동쪽으로 싱구강과 서쪽으로 타파조스강, 북쪽으로 아마존강 사이에서 발견된다.